# 富士市立富士第二小学校
富士市立富士第二小学校（ふじしりつ ふじだいにしょうがっこう、英: Fuji-daini Elementary School, Fuji City）は、静岡県富士市にある公立小学校。

## 概要
小中一貫教育目標
- やさしく いきる

重点目標
- みんなのやさしさに 気づく

## 沿革
- 1945年（昭和20年）3月31日に富士町第二国民学校として創立。初代校長は遠藤脩治、初代教頭は和田薫[1]。

## 通学区域
上横割、十兵衛南町、下横割南、下横割北、水戸島中、水戸島下、水戸島南町、四丁河原南、水戸島上南、橋下(8-1～8-6班)

## 進学先中学校
- 富士市立富士南中学校